# Австрийский футбольный союз
Австрийский футбольный союз (нем. Österreichischer Fußball-Bund) — организация, осуществляющая контроль и управление футболом в Австрии. Располагается в Вене. Основан в 1904 году, член ФИФА с 1905, а УЕФА с 1954 года. По данным на 2004 год, в состав союза официально входит 2309 команд и 285 000 игроков, благодаря чему союз является крупнейшей спортивной организацией Австрии. В структуру союза входят различные региональные организации и сборная Австрии по футболу. Под эгидой союза проводятся соревнования в Бундеслиге, Первой лиге, Кубке Австрии и Суперкубке Австрии по футболу.

## Региональные организации
- Бургенландская футбольная ассоциация (BFV) [1]
- Венская футбольная ассоциация (WFV) [2]
- Верхнеавстрийская футбольная ассоциация (OFV) [3]
- Зальцбургская футбольная ассоциация (SFV) [4]
- Нижнеавстрийская футбольная ассоциация (NOEFV) [5]
- Тирольская футбольная ассоциация (TFV) [6]
- Форарльбергская футбольная ассоциация (VFV) [7]
- Штирийская футбольная ассоциация (StFV) [8]

## Достижения сборной
3-е место на чемпионате мира: (1)
- 1954

2-е место на Олимпийских играх: (1)
- 1936